# كيلي ريلي
كيلي رايلي (بالإنجليزية: Kelly Reilly)‏ ممثلة بريطانية ولدت في (18 يوليو 1977، سري - إنجلترا - المملكة المتحدة), رشحت عام 2004 لجائزة لورنس أوليفيه كأفضل ممثلة عن دورها في مسرحية «بعد الانسة جولي» وكانت الممثلة الاولي التي ترشح لهذه الجائزة وعمرها 26 عاما.

## روابط خارجية
- كيلي ريلي على موقع IMDb (الإنجليزية)
- كيلي ريلي على موقع قاعدة بيانات الأفلام العربية
- كيلي ريلي على موقع ألو سيني (الفرنسية)
- كيلي ريلي على موقع تيرنر كلاسيك موفيز (الإنجليزية)
- كيلي ريلي على موقع أول موفي (الإنجليزية)
- كيلي ريلي على موقع قاعدة بيانات برودواي على الإنترنت (الإنجليزية)
- كيلي ريلي على موقع قاعدة بيانات الأفلام السويدية (السويدية)
- كيلي ريلي على موقع إن إن دي بي (الإنجليزية)
- كيلي ريلي على موقع ديسكوغز (الإنجليزية)
- كيلي ريلي على موقع قاعدة بيانات الفيلم (الإنجليزية)